# Перфокарта
Перфокартата (или „карта на Холерит“) е носител на информация при машинна обработка на данни. Направена от твърд картон, перфокартата съхранява информация, кодирана чрез наличието или отсъствието на отвори на предварително определени места (позиции). Перфокартите са основни средства за подаване на данни и инструкции в офис машини в течение на първата половина на 20 век и по-късно при първото поколение компютри. Те са важна част от периферията, особено за вход-изход на данни, и през 1960-те са емблематични за компютърната индустрия. Използват се до към 1970-те г., но след това излизат от употреба, с изключение на отделни все още работещи стари системи за специализирани приложения.

## История
Още през 1725 г. Базил Бушон използва кръг от перфорирана хартия в тъкачна машина, за да определи десена на плата. През 1726 г. неговият съратник Жан-Батист Фалкон подобрява тази система, като въвежда перфорирани хартиени карти, прикрепени една за друга, като по този начин улеснява бързата промяна на програмата. Станът на Бушон-Фалкон е полуавтоматичен и налага ръчно зареждане на програмата. Жозеф Жакард през 1801 г. на свой ред използва последователност от перфокарти с произволна дължина, за да задава различни десени. Няколко години по-късно той представя управляващо устройство за стан, който може да се програмира, за да се постигнат различни шарки. Така усъвършенствани, становете на Жакард стават изключително успешни.
- Исторически перфоленти и перфокарти
- Перфорирана музикална партитура за латерна
- Механизъм с перфолента, Национален политехнически музей, София
- Перфокарта на Холерит

Подобни карти са се използвали като метод за въвеждане на данни в сметачните машини от началото на 19 век. Версията на Херман Холерит, патентована на 8 юни, 1887 и използвана в неговата табулираща машина през 1890 г. от Бюрото за преброяване на населението на САЩ, е парче картон с размери 90 на 215 милиметра, с кръгли дупки. На всяка има по 12 реда, като на всеки ред могат да се пробият 20 дупки – общо 240 позиции. Те съответстват на данни като възраст, пол, месторождение, брой деца, семейно положение и други сведения, включени във въпросника от преброяването на населението. Агентите по преброяване записват отговорите на анкетираните в специални формуляри и изпращат попълнените формуляри за обработка, като информацията се пренася чрез перфориране върху картите. След това перфокартите се зареждат в специални устройства, съединени с табулаторната машина. Самото броене става, като картите се пронизват с матрица от тънки игли, по една игла за всяка от общо 240 позиции. Когато иглата попадне на перфорирана позиция, тя преминава през отвора и затваря съответната електрическа верига, което се отчита от брояч и той се премества с една позиция напред.
Отначало различните системи използват перфокарти с различен дизайн. Около 1928 перфокартите се стандартизират до точни размери: 7 3/8 инча на 3 1/4 инча (187.325 на 82.55 мм). Перфокартните машини са няколко вида – за четене, за сумиране (табулатор) и за сортиране. Перфокартните електро-механични машини са известни и под името сметачно-аналитични или статистически машини, но най-разпространеното им наименование е табулаторни машини.
За да развие бизнеса си и да избегне цикличността на поръчките за машини от страна на правителството, Холерит основава компанията Tabulating Machine Company (1896) която е придобита през 1914 от Томас Уотсън – основал по-късно IBM. IBM произвежда и рекламира широк асортимент от офис машини и добавя оборудването на Холерит към производството си. В крайна сметка възприетият от IBM 80-колонен формат на перфокартите с правоъгълни отвори печели съревнованието с форма̀та на UNIVAC от 45 колони и кръгли отвори.

## Принцип на действие
На парче картон с определени размери се пробиват дупки на определени позиции. Всяка позиция представлява един бит от двоичната система. Всяка колона от картата съдържа множество такива позиции (повече от един бит).
Форматът на IBM, който става и стандарт, съдържа 80 колони и 12 реда (зони), номерирани от долу нагоре. В началните колони се кодират само цифри с по една дупка на колона (цифра[0 – 9]). Следващите колони са за главните букви и специалните знаци. Колона с 2 дупки (една в зона [12,11,0] + една цифра [1 – 9]) представлява буква, а с 3 дупки (зона [12,11,0] + цифра [1 – 7] + 8) – специален знак. Въвеждането на EBCDIC през 1964 позволява колони с до 6 дупки (зони [12,11,0,8,9] + цифра [1 – 7]). Перфокартите са дълги 7 и 3/8 инча, високи 3 1/4 инча и дебели 0,007 инча, като горният десен ъгъл е отрязан косо.
```
     ______________________________________________
    /&-0123456789ABCDEFGHIJKLMNOPQR/STUVWXYZ
12|  x           xxxxxxxxx
11|   x                   xxxxxxxxx
 0|    x                           xxxxxxxxx
 1|     x        x        x        x
 2|      x        x        x        x
 3|       x        x        x        x
 4|        x        x        x        x
 5|         x        x        x        x
 6|          x        x        x        x
 7|           x        x        x        x
 8|            x        x        x        x
 9|             x        x        x        x
  |________________________________________________

```

　Източник:
Данните се въвеждат на машина, наречена перфоратор, приличаща на голяма и шумна пишеща машина. Често текстът се отпечатва в горната част на картата, което позволява да го четат и хората. Това става на машина, наречена преводач (interpreter). По-новите модели перфоратори могат също да го правят. Данни от повече знаци, например думи или по-големи числа, се набират в съседни колони, наречени полета. За приложения, изискващи точност, практиката е не един, а двама оператори да въвеждат данните, като вторият използва (верификатор) вместо (перфоратор). Проверените карти се маркират със закръглен прорез от десния край. Тези, които не преминават проверката, се подменят. По онова време има голямо търсене на оператори, предимно жени, които да работят на пълен работен ден на перфоратор и верификатор.
Въведено е специално електро-механично оборудване (на английски: unit record equipment) за перфориране, сортиране, броене (сумиране) и отпечатване на карти. Тези машини позволяват изпълнението на сложни задачи по обработката на данни много преди компютрите да бъдат изобретени. Четците на карти използват електрически сензори (от типа метална четка) или (по-късно) оптически сензори за детектиране на кои позиции на картата има дупка. Те имат високоскоростни механични подавачи, за да могат да обработят около хиляда карти за минута. Обработката се извършва от електро-механични броячи и релета. Тези машини биват програмирани чрез комутационни панели.

## Други формати
По различно време били изпробвани и други схеми на кодиране, големина на картата и тип на дупката. Например картите „Mark sense“ имали напечатани овали, така че хората да могат да ги задраскват с молив. След това прецизни перфоратори регистрирали отметките и пробивали съответната информация върху картата. Имало също и „иглени“ карти – при тях дупките били предварително перфорирани, за да се улесни ръчното им продупчване, дупка по дупка, с помощта на устройство, наподобяващо тъпа игла и напръстник, поставен от другата страна. В началото на 70-те, IBM въвела нов, по-малък картов формат с кръгла дупка и 96 колони с въвеждането на компютъра IBM System 3.
Използването на перфокарти намаляло в средата и към края на 70-те с появяването на приемливи като цена дискови запаметяващи устройства и интерактивни терминали. Те вече давали възможност на потребителите директно да пишат и редактират командите и да работят с компютъра без да се налага междинната стъпка по перфорирането. Въпреки това перфокартите са оставили своята следа например при някои конвенции и файлови формати като например ширината на текста на терминалите от 80 колони. Много програми все още работят при тази конвенция, макар че и това отшумява с навлизането на графичния интерфейс с шрифтове с променлива ширина.